# アルコ&ピースの六本木で恐竜を科学する
『アルコ&ピースの六本木で恐竜を科学する』（アルコアンドピースのろっぽんぎできょうりゅうをかがくする）は、TOKYO MX1で放送された特別番組で、お笑いコンビ・アルコ&ピースの冠番組である。TOKYO MXの動画配信サービスであるエムキャスやTVerでも配信されている。

## 概要
東京ミッドタウンで2023年7月21日から9月12日まで開催されている、「DinoScience 恐竜科学博 2023@TOKYO MIDTOWN」を紹介する特別番組。

## 番組設定
出演は「アルコ&ピース」の平子祐希と酒井健太、並びに森香澄。
酒井が進行役を務め、平子と森がイベント会場でデートをする設定で進行する。3人でイベント会場を周り、進行の酒井が「酒井’s Topics」として恐竜の化石や展示物を紹介する。
別撮りで、イベントの企画・監修をした恐竜くんが、恐竜好きで知られる声優の新田恵海と「恐竜くんの見解・恐竜くんの想い」と題して詳しく説明する。CMは当該イベントのものが流される。
- 「恐竜博物館のテーマ」

恐竜の歴史を掘り下げる
- 「ゴルゴザウルスの化石」

化石にまつわるクイズを出題。
- 「恐竜の足跡の化石」
- 「子供とトリケラトプスの冒険へ」

トリケラトプスが影になって歩くビデオムービーを紹介。
- 「ケツァルコアトルスの化石」
- 「ダコタラプトルとストルティオミムスの化石」
- 「モササウルスの化石」
- 「白亜紀シアター」

子連れのトリケラトプスに襲いかかるティラノサウルスの再現ビデオを紹介。平子の案でビデオを観てアテレコをした。
- 「トリケラトプスとティラノサウルスの化石」
- 発掘探検対決

体験コーナーにて、酒井と平子のどちらが多く化石が取れるかを競い、平子が勝利した。
- 会場グッズ

会場で売っているグッズの一部を紹介。
- 会場のグッズ＆カフェ＆バーのメニューの紹介

## 出演者
- アルコ&ピース（平子祐希、酒井健太）
- 森香澄[3]
- 恐竜くん（田中真二）
- 新田恵海（ナレーター兼務）[4][5]

## スタッフ
- 構成：森峻介
- 撮影：菊池剛、熊谷亮、川畑正尚
- 音声：宮川広士、内田尚宏
- 撮影技術・編集：渡辺力
- デザイン：伊藤千尋
- テロップ：廣田龍宥
- CG制作：出口健太郎
- MA：金材泫
- 音効：横川優子
- ヘアメイク：和田麻希子
- 技術協力：フロムアール、ヴァルス、アートプラザ
- 広報：清水美加（TOKYO MX）
- AD：吉澤かれん
- AP：勝又灯梨
- 演出：福本光恭
- プロデューサー：花立慎一
- チーフプロデューサー：哘誠（TOKYO MX）
- 制作協力：フラワーカンパニー[6]
- 制作著作：TOKYO MX